# 伊藤宏太郎
伊藤 宏太郎（いとう こうたろう、1942年（昭和17年）12月14日 - 2015年（平成27年）2月12日）は、日本の政治家。元愛媛県西条市長（通算5期）。西条市名誉市民。

## 経歴
愛媛県西条市生まれ、父親も元西条市長。松山商科大学（現在の松山大学）卒業。伊予銀行入社。1991年（平成3年）西条市議会議員初当選。1995年から（旧）西条市長を3期務めた。
2004年の西条市と東予市、周桑郡丹原町・小松町の2市2町合併に伴う初市長選は旧西条市長選からの3期連続無投票の流れを受けて、無投票で選出された。任期満了に伴う2008年11月の市長選挙では、伊藤のほか3人の新人（いずれも旧西条市域からの出馬）が立候補し、旧西条市時代から通算して17年ぶりの選挙となったが、新人を寄せつけず大差で再選された。
市長時代に車検切れの自家用車で人身事故を起こし、2009年8月から3カ月間給料を10％減額する条例案を議会に提出し可決された。
2012年11月の市長選挙では、3選を目指して立候補したが、旧東予市長の青野勝に122票差（全得票数のうちわずか0.21%に相当）の大激戦で敗れた。
2015年2月12日、本人から119番通報があり、救急隊員が自宅へ駆け付けたところ心肺停止の状態であり、病院へ搬送したがそのまま死去した。72歳没。
旧西条市議会議員を1期4年務めた後、旧西条市時代から合併後も含め17年に渡り西条市長を務め、その間に地域産業振興・防災・教育・インフラ整備など多岐に渡り市政に取り組んだ。
その功績をたたえ、平成27年9月24日の市議会定例会で議会の同意を得た後、同年11月1日の名誉市民章贈呈式にて西条市名誉市民章を授与された。